# Cephalotaxus harringtonii
Cephalotaxus harringtonii là một loài thực vật hạt trần trong họ Taxaceae. Loài này được Knight ex J.Forbes K.Koch mô tả khoa học đầu tiên năm 1873.
Đây là loài bản địa Nhật Bản, nhưng đôi khi được sử dụng trong các khu vườn phương Tây và một số giống cây trồng tồn tại cho những mục đích này. Loài cây này đã được trồng ở châu Âu từ năm 1829, và nhiều nhà làm vườn hiện đại đã quen thuộc với loài cây Nhật Bản này, được đặt tên để vinh danh Charles Stanhope, Bá tước thứ 4 của Harrington, một trong những người đầu tiên trồng loại cây này trong một khu vườn châu Âu, tại Elvaston.